# Étouars
Étouars est une commune française située dans le département de la Dordogne, en région Nouvelle-Aquitaine.
Elle est intégrée au parc naturel régional Périgord-Limousin.

## Géographie

### Généralités
Dans le nord du département de la Dordogne, dans le parc naturel régional Périgord-Limousin, en Nontronnais, la commune d'Étouars est bordée au nord par le ruisseau de l'Étang d'Assat, nom de la partie amont du ruisseau de Varaignes. C'est une commune rurale qui fait partie de l'aire d'attraction de Nontron, zonage d’étude défini par l'Insee, qui a remplacé en 2020 l'aire urbaine de Nontron dont elle ne faisait pas partie.
Traversé par la route départementale (RD) 93, le petit bourg d'Étouars se situe, en distances orthodromiques, neuf kilomètres au nord-nord-ouest de Nontron et doze kilomètres au sud-est de Montbron.
Le territoire communal est également desservi par les RD 3 et 92

### Communes limitrophes
Étouars est limitrophe de cinq autres communes dont Soudat à l'ouest par un quadripoint.
|        | Bussière-Badil |               |
| Soudat | Étouars        | Saint-Estèphe |
| Teyjat | Le Bourdeix    |               |

### Géologie et relief

#### Géologie
Situé sur la plaque nord du Bassin aquitain et bordé à son extrémité nord-est par une frange du Massif central, le département de la Dordogne présente une grande diversité géologique. Les terrains sont disposés en profondeur en strates régulières, témoins d'une sédimentation sur cette ancienne plate-forme marine. Le département peut ainsi être découpé sur le plan géologique en quatre gradins différenciés selon leur âge géologique. Étouars est dans le gradin extrême nord-est que constitue le dernier contrefort du Massif central, avec des roches cristallines formées à l’ère primaire, antérieurement au Carbonifère.
Les couches affleurantes sur le territoire communal sont constituées de formations superficielles du Quaternaire, de roches sédimentaires  datant pour certaines du Cénozoïque, et pour d'autres du Mésozoïque et du Paléozoïque, ainsi que de roches métamorphiques et magmatiques. La formation la plus ancienne, notée ζ1-2I, se compose de des gneiss plagioclastiques grauwackeux à schisteux à deux micas ou biotite seule et sillimanite et parfois microcline (Néoprotérozoïque à Cambrien). La formation la plus récente, notée CFp, fait partie des formations superficielles de type colluvions indifférenciées de versant, de vallon et plateaux issues d'alluvions, molasses, altérites. Le descriptif de ces couches est détaillé dans  la feuille « no 710 - Montbron » de la carte géologique au 1/50 000 de la France métropolitaine, et sa notice associée.

Carte géologique d'Étouars.

#### Relief et paysages
Le département de la Dordogne se présente comme un vaste plateau incliné du nord-est (491 m, à la forêt de Vieillecour dans le Nontronnais, à Saint-Pierre-de-Frugie) au sud-ouest (2 m à Lamothe-Montravel). L'altitude du territoire communal varie quant à elle entre 170 m et 277 m,.
Dans le cadre de la Convention européenne du paysage entrée en vigueur en France le 1er juillet 2006, renforcée par la loi du 8 août 2016 pour la reconquête de la biodiversité, de la nature et des paysages, un atlas des paysages de la Dordogne a été élaboré sous maîtrise d’ouvrage de l’État et publié en octobre 2020. Les paysages du département s'organisent en huit unités paysagères et 14 sous-unités. La commune est dans l'unité paysagère du « Périgord limousin » qui correspond à la région naturelle du Nontronnais. Ce territoire forme un plateau collinaire aux pentes douces et sommets arasés, d’altitude moyenne autour des 300 m dont le point culminant est également celui de la Dordogne. Ce plateau cristallin est vallonné et dominé par les prairies aux horizons boisés. Il est entaillé de vallées profondes aux versants forestiers,.
La superficie cadastrale de la commune publiée par l'Insee, qui sert de référence dans toutes les statistiques, est de 7,83 km2,,. La superficie géographique, issue de la BD Topo, composante du Référentiel à grande échelle produit par l'IGN, est quant à elle de 8,1 km2.

### Hydrographie

#### Réseau hydrographique
La commune est située dans le bassin versant de la Charente au sein du Bassin Adour-Garonne. Elle est drainée par le ruisseau de Varaignes, la Marcourive, le ruisseau des Forges et par plusieurs petits cours d'eau, qui constituent un réseau hydrographique de 13,5 km de longueur totale,.
Le ruisseau de Varaignes, également appelé Crochet dans sa partie médiane ou ruisseau de l'Étang d'Assat dans sa partie amont, d'une longueur totale de 13,46 km, prend sa source dans la commune de Saint-Estèphe et se jette dans le Bandiat en rive droite, en deux bras à Varaignes, face à Javerlhac-et-la-Chapelle-Saint-Robert,. Le ruisseau de l'Étang d'Assat marque la limite communale au nord sur trois kilomètres et demi, face à Bussière-Badil.
Autre affluent de rive droite du Bandiat, la Marcourive prend sa source au nord-ouest du bourg et arrose le territoire communal sur près de deux kilomètres et demi.
Le ruisseau des Forges, affluent de rive droite de la Doue, limite le territoire communal au sud-est sur 750 mètres, face au Bourdeix.

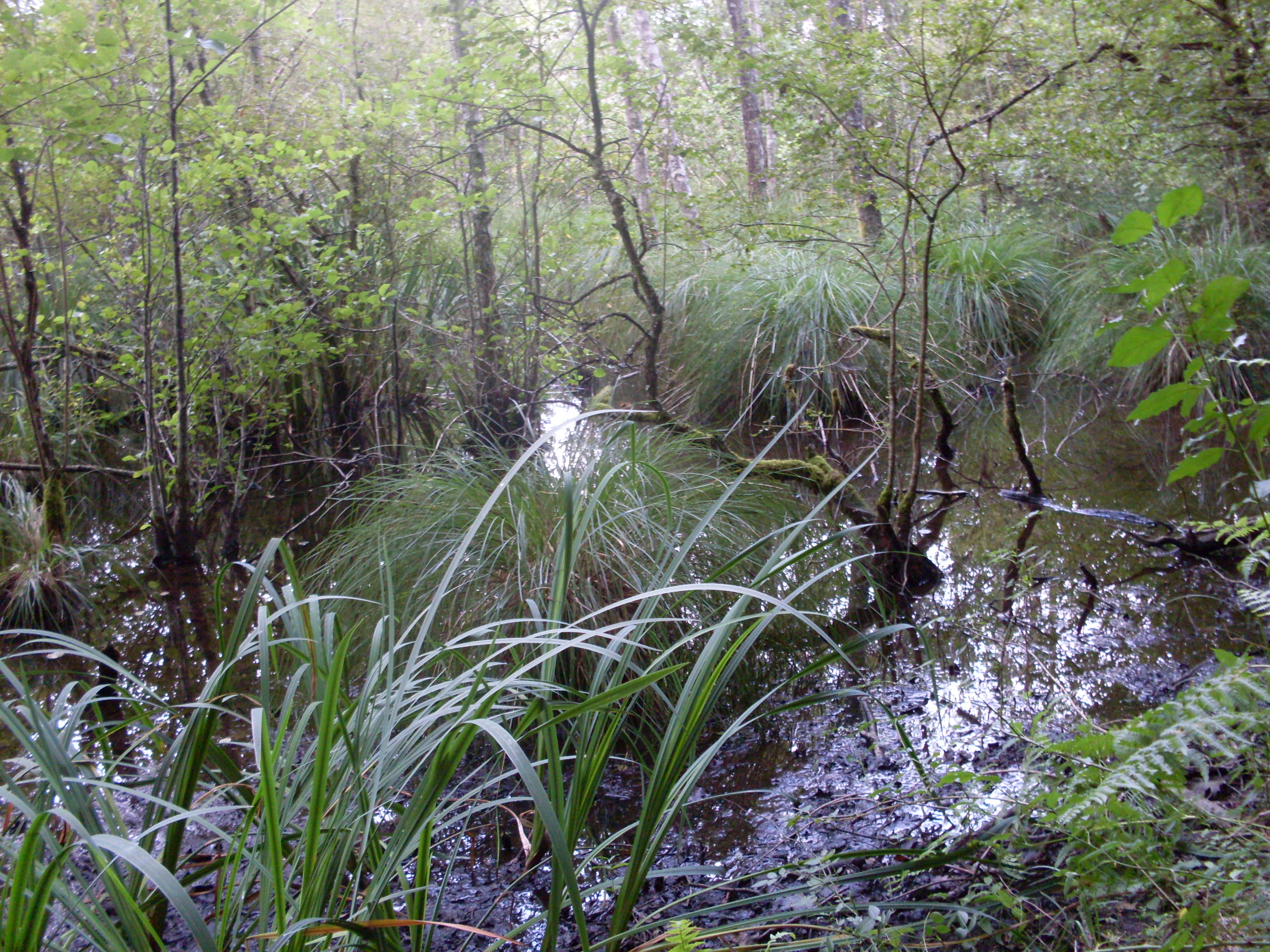
Le ruisseau des Forges à Étouars.
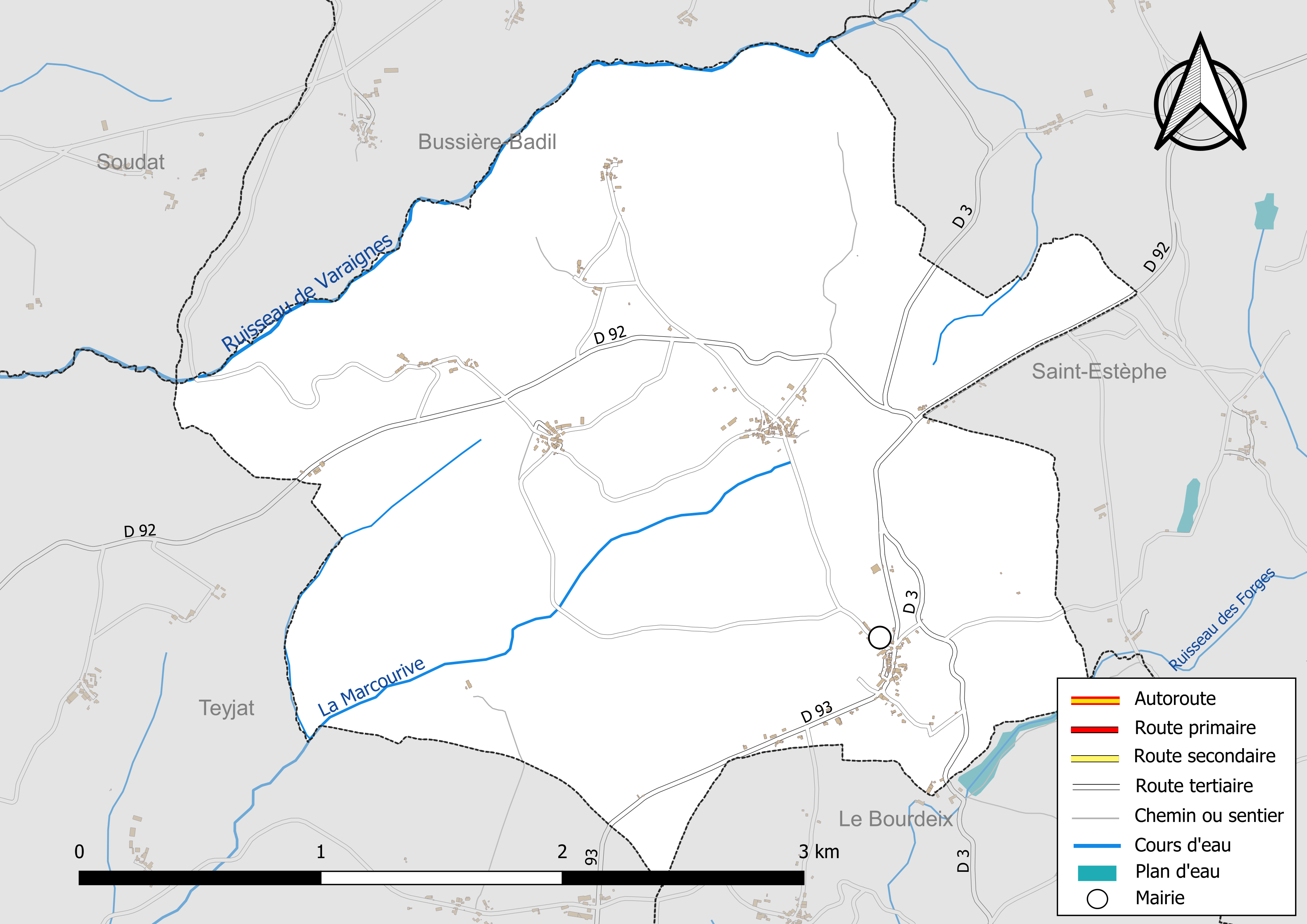
Réseaux hydrographique et routier d'Étouars.

#### Gestion et qualité des eaux
Le territoire communal est couvert par le schéma d'aménagement et de gestion des eaux (SAGE) « Charente ». Ce document de planification, dont le territoire correspond au bassin de la Charente, d'une superficie de 9 300 km2, a été approuvé le 19 novembre 2019. La structure porteuse de l'élaboration et de la mise en œuvre est l'établissement public territorial de bassin Charente. Il définit sur son territoire les objectifs généraux d’utilisation, de mise en valeur et de protection quantitative et qualitative des ressources en eau superficielle et souterraine, en respect des objectifs de qualité définis dans le troisième SDAGE  du Bassin Adour-Garonne qui couvre la période 2022-2027, approuvé le 10 mars 2022.
La qualité des eaux de baignade et des cours d’eau peut être consultée sur un site dédié géré par les agences de l’eau et l’Agence française pour la biodiversité.

### Climat
Pour des articles plus généraux, voir Climat de la Nouvelle-Aquitaine et Climat de la Dordogne.
Historiquement, la commune est exposée à un climat océanique limousin.  
En 2020, Météo-France publie une typologie des climats de la France métropolitaine dans laquelle la commune est exposée à un climat océanique altéré et est dans la région climatique  Aquitaine, Gascogne, caractérisée par une pluviométrie abondante au printemps, modérée en automne, un faible ensoleillement au printemps, un été chaud (19,5 °C), des vents faibles, des brouillards fréquents en automne et en hiver et des orages fréquents en été (15 à 20 jours).
Pour la période 1971-2000, la température annuelle moyenne est de 12,1 °C, avec  une amplitude thermique annuelle de 14,7 °C. Le cumul annuel moyen de précipitations est de 1 073 mm, avec 13 jours de précipitations en janvier et 7,5 jours en juillet. Pour la période 1991-2020, la température moyenne annuelle observée sur la station météorologique la plus proche, située sur la commune de Montembœuf à 20 km à vol d'oiseau, est de 12,7 °C et le cumul annuel moyen de précipitations est de 972,4 mm,. Pour l'avenir, les paramètres climatiques de la commune estimés pour 2050 selon différents scénarios d’émission de gaz à effet de serre sont consultables sur un site dédié publié par Météo-France en novembre 2022.

## Urbanisme

### Typologie
Au 1er janvier 2024, Étouars est catégorisée commune rurale à habitat très dispersé, selon la nouvelle grille communale de densité à 7 niveaux définie par l'Insee en 2022.
Elle est située hors unité urbaine. Par ailleurs la commune fait partie de l'aire d'attraction de Nontron, dont elle est une commune de la couronne,. Cette aire, qui regroupe 19 communes, est catégorisée dans les aires de moins de 50 000 habitants,.

### Occupation des sols
L'occupation des sols de la commune, telle qu'elle ressort de la base de données européenne d’occupation biophysique des sols Corine Land Cover (CLC), est marquée par l'importance des territoires agricoles (51,8 % en 2018), en diminution par rapport à 1990 (54,5 %). La répartition détaillée en 2018 est la suivante : 
zones agricoles hétérogènes (51,8 %), forêts (48,2 %). L'évolution de l’occupation des sols de la commune et de ses infrastructures peut être observée sur les différentes représentations cartographiques du territoire : la carte de Cassini (XVIIIe siècle), la carte d'état-major (1820-1866) et les cartes ou photos aériennes de l'IGN pour la période actuelle (1950 à aujourd'hui).

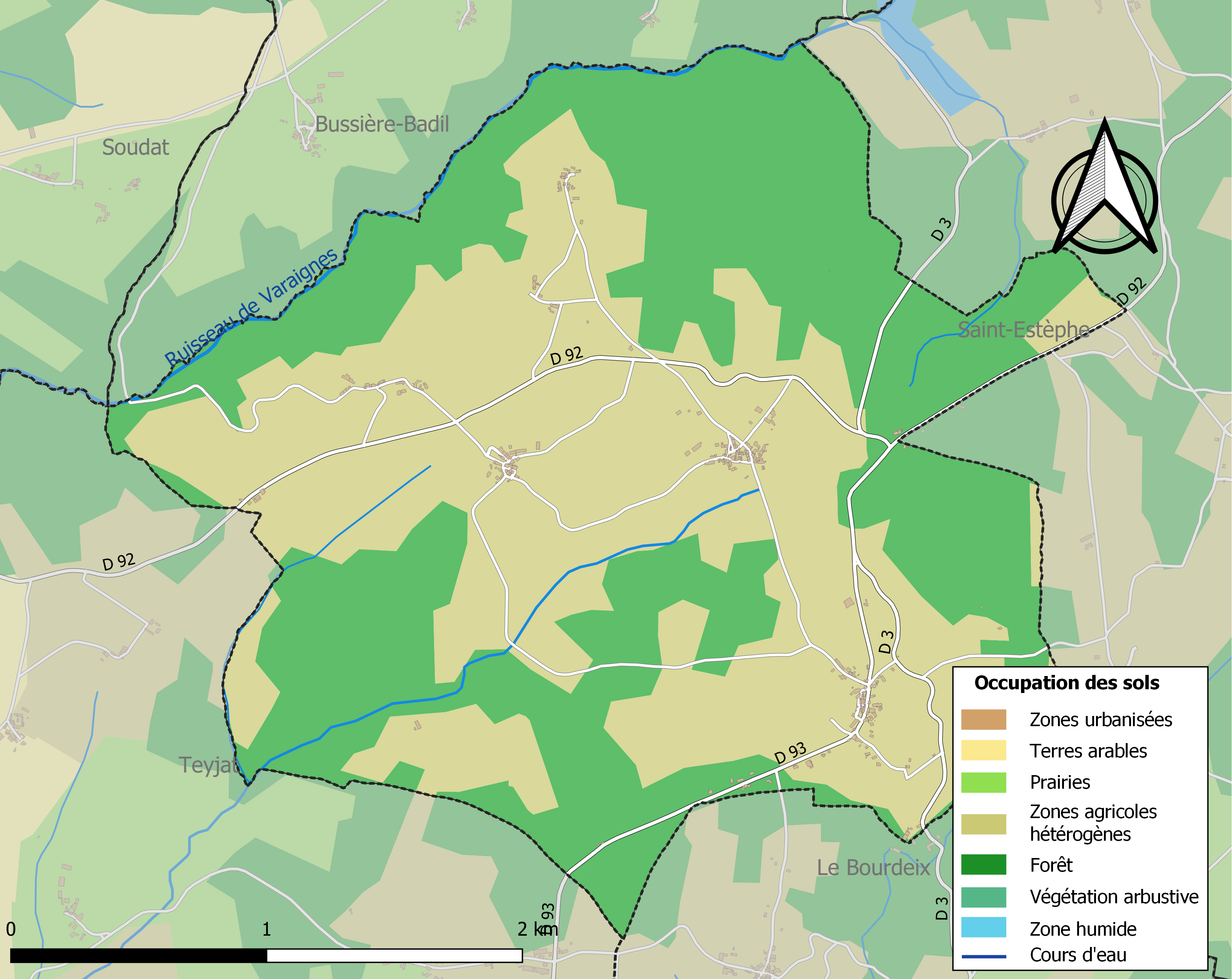
Carte des infrastructures et de l'occupation des sols de la commune en 2018 (CLC).

### Prévention des risques
Le territoire de la commune d'Étouars est vulnérable à différents aléas naturels : météorologiques (tempête, orage, neige, grand froid, canicule ou sécheresse), feux de forêts, mouvements de terrains et séisme (sismicité faible). Un site publié par le BRGM permet d'évaluer simplement et rapidement les risques d'un bien localisé soit par son adresse soit par le numéro de sa parcelle.
Étouars est exposée au risque de feu de forêt. L’arrêté préfectoral du 14 mars 2013 fixe les conditions de pratique des incinérations et de brûlage dans un objectif de réduire le risque de départs d’incendie. À ce titre, des périodes sont déterminées : interdiction totale du 15 février au 15 mai et du 15 juin au 15 octobre, utilisation réglementée du 16 mai au 14 juin et du 16 octobre au 14 février. En septembre 2020, un plan inter-départemental de protection des forêts contre les incendies (PidPFCI) a été adopté pour la période 2019-2029,.

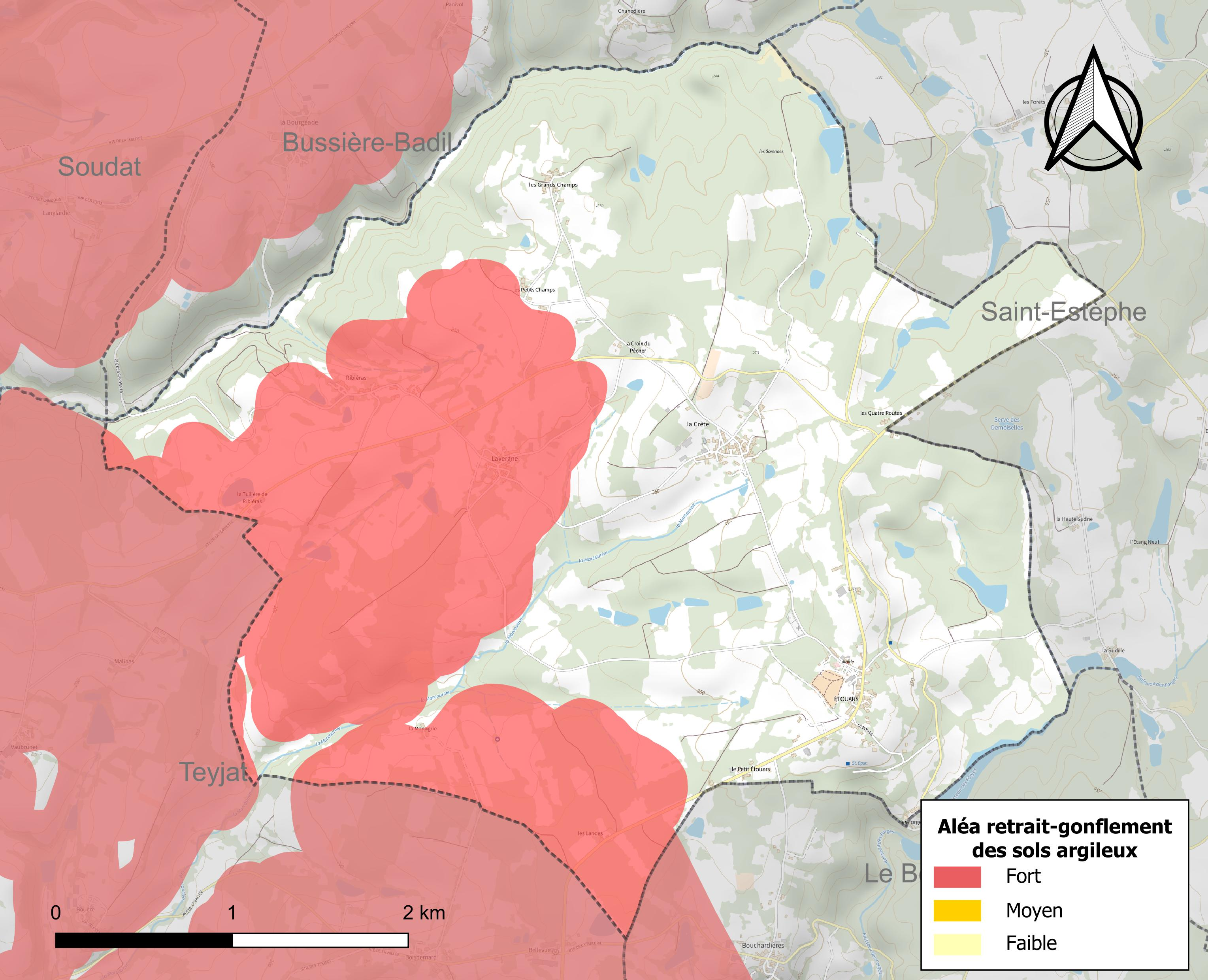
Carte des zones d'aléa retrait-gonflement des sols argileux d'Étouars.

Les mouvements de terrains susceptibles de se produire sur la commune sont des tassements différentiels. Le retrait-gonflement des sols argileux est susceptible d'engendrer des dommages importants aux bâtiments en cas d’alternance de périodes de sécheresse et de pluie. 33,3 % de la superficie communale est en aléa moyen ou fort (58,6 % au niveau départemental et 48,5 % au niveau national métropolitain). Depuis le 1er octobre 2020, en application de la loi ÉLAN, différentes contraintes s'imposent aux vendeurs, maîtres d'ouvrages ou constructeurs de biens situés dans une zone classée en aléa moyen ou fort,.
La commune a été reconnue en état de catastrophe naturelle au titre des dommages causés par les inondations et coulées de boue survenues en 1982, 1983 et 1999, par la sécheresse en 2019 et par des mouvements de terrain en 1999.

## Toponymie
En occitan, la commune porte le nom d'Estoars.

## Histoire
Étouars a un riche passé historique peu connu : on retrouve des traces d’occupations humaines remontant à la préhistoire et à l’antiquité avec une villa gallo-romaine à proximité du bourg actuel.
Avec un sous-sol granitique où l’eau est toujours présente, elle a connu son heure de gloire entre le XVIe et le XVIIIe siècle grâce à la sidérurgie.
La flotte du Ponant et, plus particulièrement l’arsenal de la Marine de Rochefort était directement liée au Périgord Vert-Limousin. Il n’est pas si lointain le temps où les hautes vallées du bassin de la Charente fournissaient en matières premières (bois, chanvre, laine) et en canons les intendants de Louis XVI, puis ceux de la République et de l’Empire. L’impact de cette industrie qui perdura plus de deux siècles sur le territoire fut considérable : surconsommation de charbon et disparition en partie des futaies de chênes, de hêtres, de charmes au profit des taillis de châtaigniers, construction de nombreux châteaux et repaires aux XVIe et XVIIe siècles, création d’infrastructures industrielles lourdes (pour l’époque) pour utiliser l’énergie hydraulique, traiter et faire fondre le minerai ou transformer les métaux obtenus. Ainsi on dénombre plus d’une centaine de forges à fondre le minerai ou à transformer la fonte obtenue en fer ou en acier. Beaucoup de ces réalisations marquent encore les paysages aujourd’hui. Les renommés couteaux de Nontron, la fonderie Lacoste d’Excideuil et les nombreux artisans-forgerons du Périgord-Limousin-Angoumois sont les témoins vivants de ce passé. Ces forges à hauts fourneaux et fours d’affineries apparues à la Renaissance furent précédées par les bas fourneaux  dès l’âge du fer jusqu’à la fin du Moyen Âge. Des prospections récentes ont permis d’en inventorier plusieurs dans les communes du Piégutais.
Si Étouars se fit aussi connaître plus récemment  avec « l’affaire du coq » ; Dans les années 80, le chant d’un coq, perturbait les relations entre son propriétaire et un voisin. Cette affaire défraya la chronique jusque dans les médias nationaux entre défenseurs du voisin et ceux du coq (beaucoup plus nombreux…)[réf. nécessaire]. Depuis quelques années, les habitants du village ont décidé de refaire vivre leur glorieux passé en mettant en valeur ce riche patrimoine.

## Politique et administration

### Rattachements administratifs et électoraux
Dès 1790, la commune d'Étouars est rattachée au canton de Javerlhac qui dépend du district de Nontron jusqu'en 1795, date de suppression des districts. Lorsque ce canton est supprimé par la loi du 8 pluviôse an IX (28 janvier 1801) portant sur la « réduction du nombre de justices de paix », la commune est rattachée au canton de Bussière-Badil dépendant de l'arrondissement de Nontron.
Dans le cadre de la réforme de 2014 définie par le décret du 21 février 2014, ce canton disparaît aux élections départementales de mars 2015. La commune est alors rattachée électoralement au canton du Périgord vert nontronnais.

### Intercommunalité
Fin 1993, Étouars intègre dès sa création la communauté de communes des Villages du Haut-Périgord (appelée dans un premier temps communauté de communes des Vals Crochet-Marcorive). Celle-ci est dissoute au 31 décembre 2013 et remplacée au 1er janvier 2014 par la communauté de communes du Haut-Périgord. Au 1er janvier 2017, celle-ci fusionne avec la communauté de communes du Périgord vert nontronnais pour former la Communauté de communes du Périgord Nontronnais.

### Administration municipale
La population de la commune étant comprise entre 100 et 499 habitants au recensement de 2017, onze conseillers municipaux ont été élus en 2020,.

### Liste des maires
| Période                                  | Période   | Identité         | Étiquette  | Qualité               |
| ---------------------------------------- | --------- | ---------------- | ---------- | --------------------- |
| Les données manquantes sont à compléter. |           |                  |            |                       |
|                                          |           |                  |            |                       |
| novembre 1947                            | 1971      | Jean Masfrand    |            | Agriculteur           |
|                                          |           |                  |            |                       |
| ?                                        | juin 1995 | Maurice Vergnaud | PCF        |                       |
| juin 1995                                | mars 2008 | Éric Jeannot     |            |                       |
| mars 2008 (réélue en mai 2020)           | En cours  | Francine Bernard | SE puis FG | Rédacteur territorial |

## Équipements et services publics

### Justice
Dans le domaine judiciaire, Étouars relève : 
- du tribunal judiciaire, du tribunal pour enfants, du conseil de prud'hommes et du tribunal de commerce de Périgueux ;
- du pôle Nationalité du tribunal judiciaire de Périgueux (compétent uniquement dans le domaine de la nationalité) ;
- de la cour d'appel, du tribunal administratif et de la  cour administrative d'appel de Bordeaux.

## Population et société

### Démographie
L'évolution du nombre d'habitants est connue à travers les recensements de la population effectués dans la commune depuis 1793. Pour les communes de moins de 10 000 habitants, une enquête de recensement portant sur toute la population est réalisée tous les cinq ans, les populations de référence des années intermédiaires étant quant à elles estimées par interpolation ou extrapolation. Pour la commune, le premier recensement exhaustif entrant dans le cadre du nouveau dispositif a été réalisé en 2006.

En 2022, la commune comptait 165 habitants, en évolution de +7,14 % par rapport à 2016 (Dordogne : +0,37 %, France hors Mayotte : +2,11 %).
| 1793 | 1800 | 1806 | 1821 | 1831 | 1836 | 1841 | 1846 | 1851 |
| ---- | ---- | ---- | ---- | ---- | ---- | ---- | ---- | ---- |
| 395  | 295  | 425  | 441  | 484  | 528  | 527  | 515  | 500  |

| 1856 | 1861 | 1866 | 1872 | 1876 | 1881 | 1886 | 1891 | 1896 |
| ---- | ---- | ---- | ---- | ---- | ---- | ---- | ---- | ---- |
| 481  | 475  | 480  | 431  | 441  | 464  | 473  | 502  | 529  |

| 1901 | 1906 | 1911 | 1921 | 1926 | 1931 | 1936 | 1946 | 1954 |
| ---- | ---- | ---- | ---- | ---- | ---- | ---- | ---- | ---- |
| 521  | 503  | 461  | 407  | 377  | 356  | 321  | 294  | 250  |

| 1962 | 1968 | 1975 | 1982 | 1990 | 1999 | 2006 | 2011 | 2016 |
| ---- | ---- | ---- | ---- | ---- | ---- | ---- | ---- | ---- |
| 230  | 220  | 195  | 197  | 174  | 175  | 144  | 144  | 154  |

| 2021 | 2022 | - | - | - | - | - | - | - |
| ---- | ---- | - | - | - | - | - | - | - |
| 163  | 165  | - | - | - | - | - | - | - |

### Manifestations culturelles et festivités
Pour rappeler le passé des forges de la commune, chaque été, le « festival Forges et métallurgie » se tient à Étouars pendant un week-end (12e édition en 2025).

## Économie

### Emploi
En 2015, parmi la population communale comprise entre 15 et 64 ans, les actifs représentent soixante personnes, soit 39,7 % de la population municipale. Le nombre de chômeurs (neuf) est resté stable par rapport à 2010 et le taux de chômage de cette population active s'établit à 14,8 %.

### Établissements
Au 31 décembre 2015, la commune compte treize établissements, dont huit au niveau des commerces, transports ou services, deux dans la construction, deux dans l'agriculture, la sylviculture ou la pêche, et un relatif au secteur administratif.

## Culture locale et patrimoine

### Lieux et monuments
L'ancienne forge d'Étouars se trouve en fond de vallée, sur la route départementale no 3, au sud du bourg. La partie nord fait partie du territoire communal d'Étouars, et la partie sud de celui du Bourdeix.
On distingue la forge haute à proximité du premier étang ou l’on produisait de la fonte dans le haut fourneau et la forge basse, ou affinerie, près du deuxième étang où l’on transformait la fonte de fer en acier par réchauffe et martelage. Quelques éléments historiques : 
- 1766 : on y fabrique des canons pour Ruelle et du fer ;
- 1774 : outre le haut fourneau, elles sont équipées d’une forge à battre à deux feus. Production de gueuses de fonte ;
- 1789 : 80 ouvriers travaillent à la forge ;
- 1811 : 100 ouvriers. On y produit 5 000 quintaux métriques de fonte en gueuse et 500 quintaux de fer forgé. Un haut fourneau, trois affineries, deux marteaux ;
- 1868 : face à la concurrence, la forge cesse toute activité.

Sur la place du bourg, un monument composé d'un ancien canon de marine et de pièces métalliques évoquant une batterie de vaisseau rappelle l'ancienne activité métallurgique de la région. Un haut fourneau expérimental a d'ailleurs été construit à proximité par l'association 3F 3M qui réalise chaque année des animations en public en fabriquant canons et plaques de cheminées.
L’Espace Fer et Forges : cet espace, réalisé dans une ancienne grange, par la commune d'Étouars, à proximité du haut fourneau expérimental et d’un ancien canon sur la place du village, a ouvert ses portes le 15 août 2007. Il est consacré essentiellement à la métallurgie, à ses techniques de l’antiquité à nos jours, aux forges-fonderies et à leur histoire aux XVIIe et XVIIIe siècles en Haut-Périgord. On peut y voir une exposition permanente, plusieurs vidéos sur les expérimentations en bas et haut fourneau, la géologie, la fabrication d’un canon ainsi que des  collections de minerais, outils et objets en fonte. Il est ouvert au public chaque été ainsi qu’à l’occasion des manifestations locales et journées nationales (Fête de la science, Journées du patrimoine).

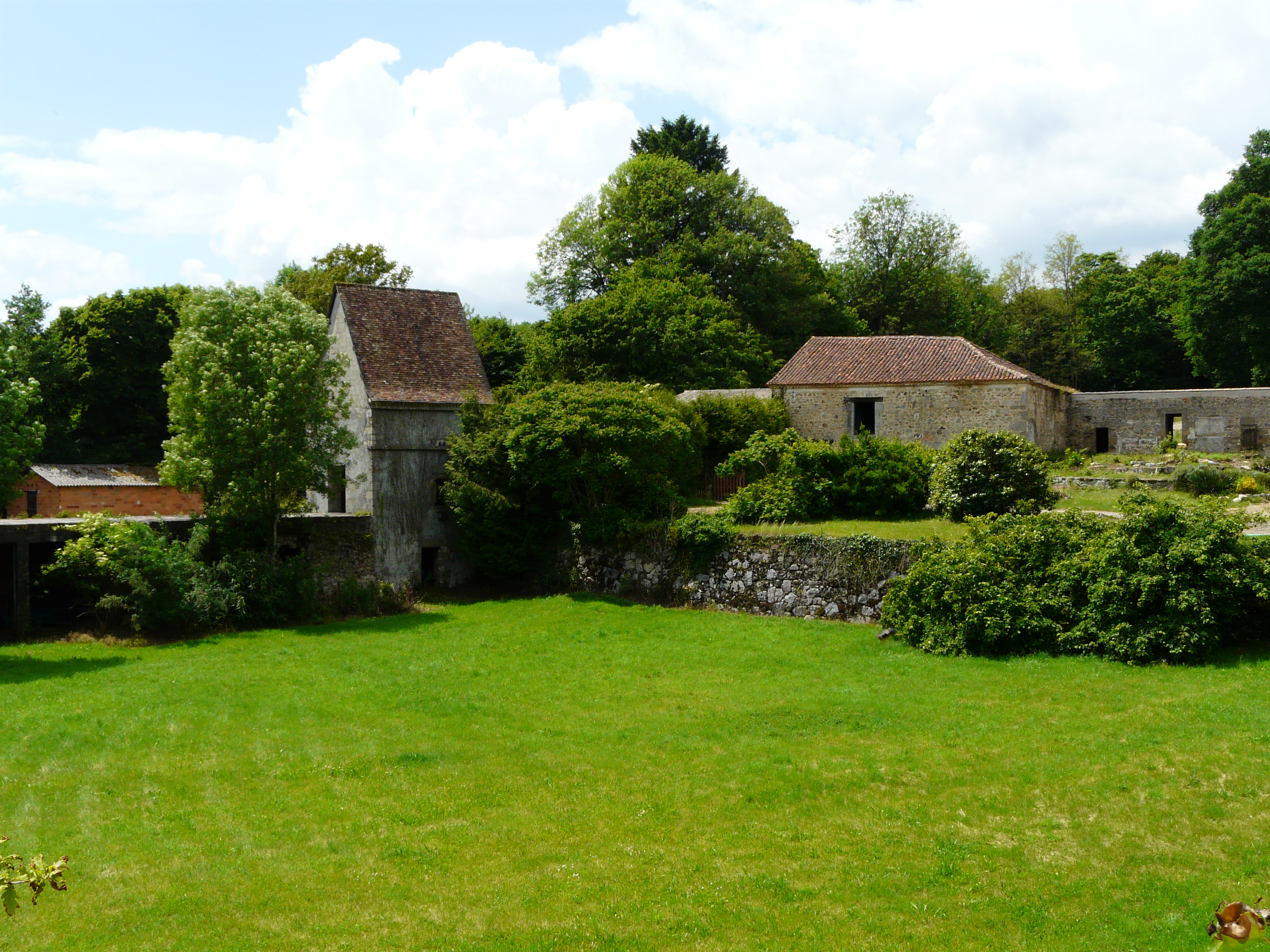
Le site des forges.
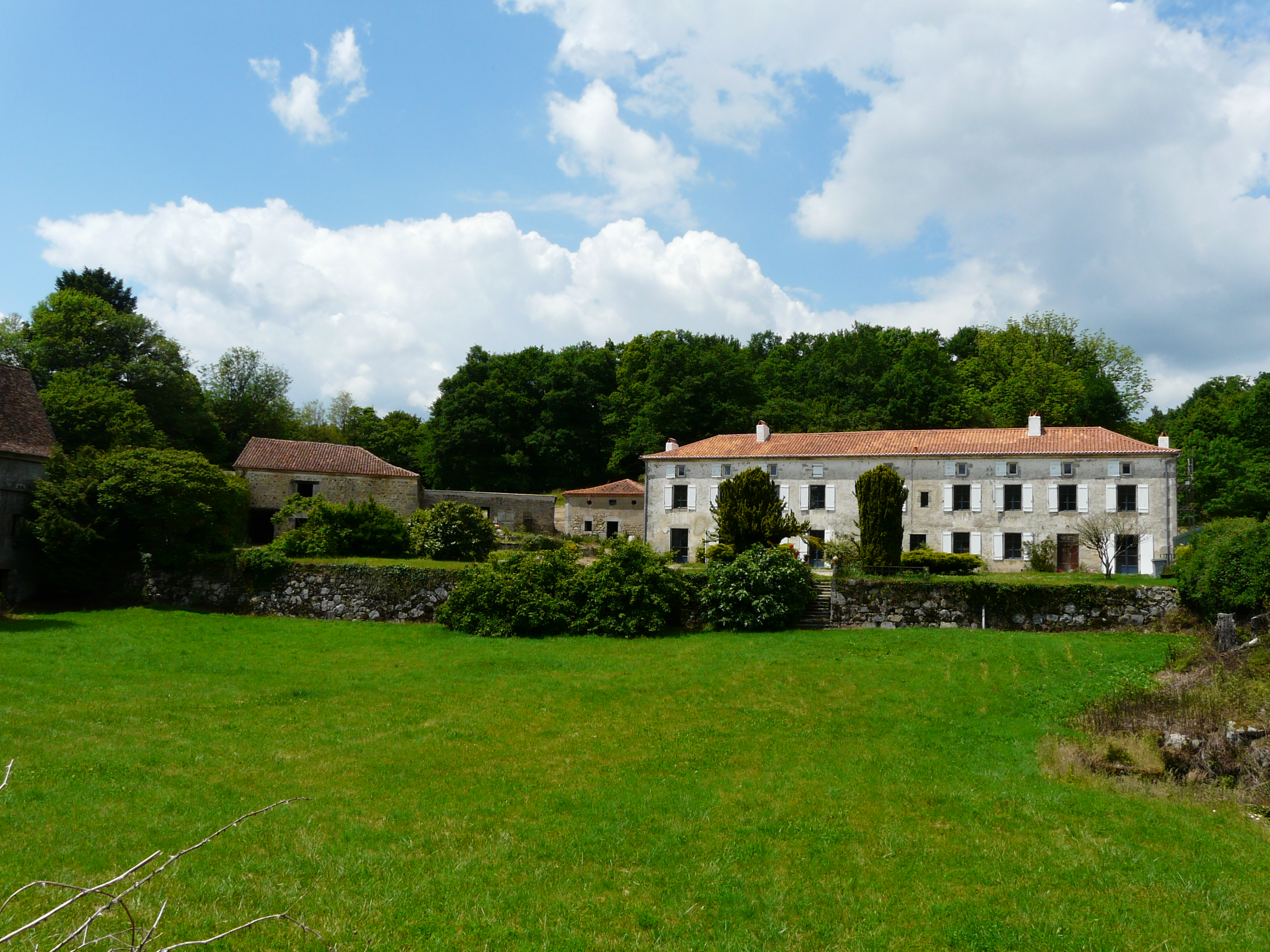
Sur la droite, la maison du maître de forges.
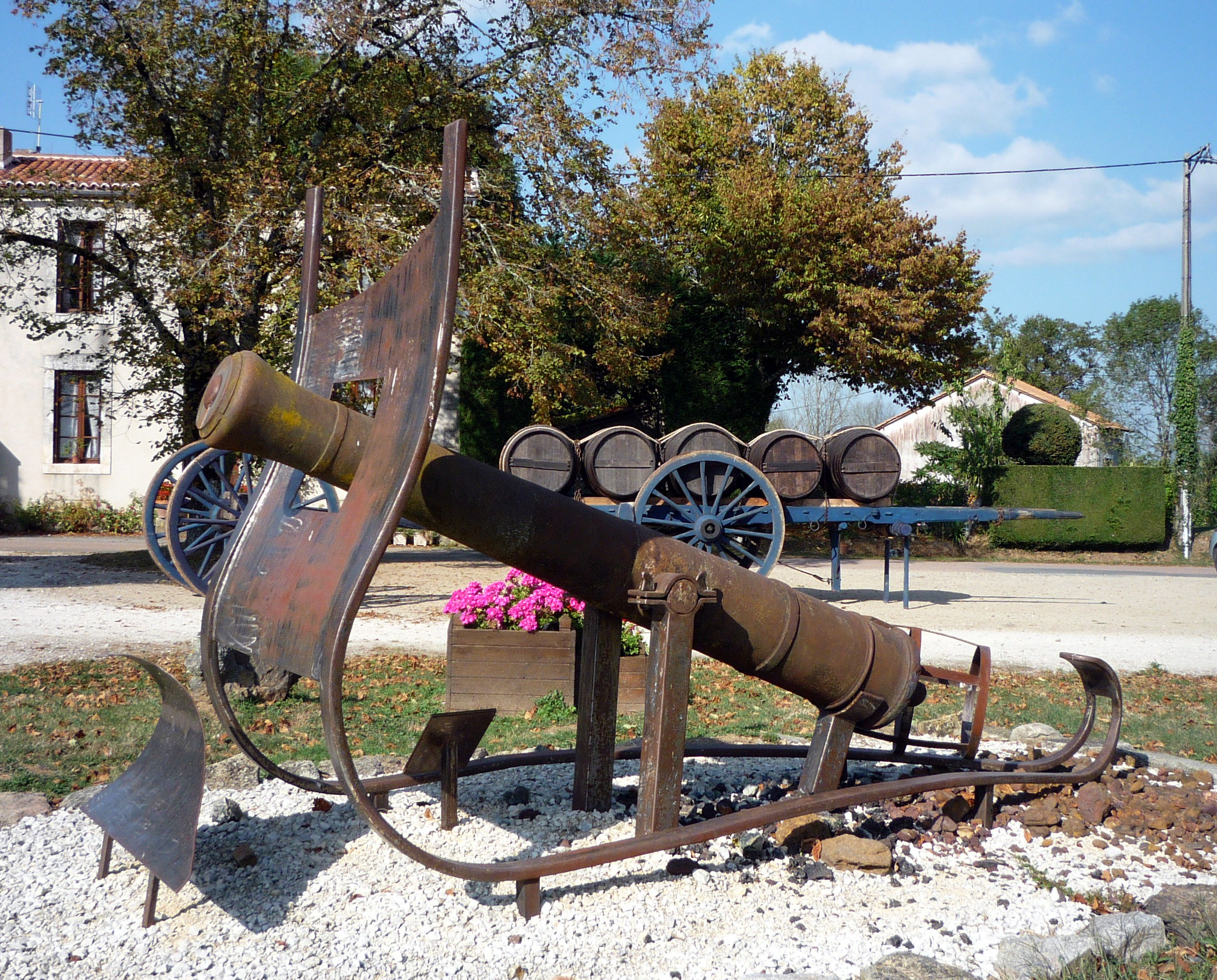
Canon de marine XVIIIe siècle. Place d'Étouars.

### Patrimoine naturel
La commune fait partie du parc naturel régional Périgord-Limousin depuis la création de celui-ci en 1998, adhésion renouvelée en 2011.
Les vallées du ruisseau des Forges, de l'Étang d'Assat et de la Marcourive, respectivement sous-affluent et affluents du Bandiat, sont protégées au titre de la zone naturelle d'intérêt écologique, faunistique et floristique (ZNIEFF) de type I « Vallées du réseau hydrographique du Bandiat » dont la flore est constituée de près d'une centaine d'espèces de plantes, dont deux sont considérées comme déterminantes : l'aigremoine élevée, ou aigremoine odorante (Agrimonia procera) et la jacinthe des bois, ou jacinthe sauvage (Hyacinthoides non-scripta),.

### Personnalités liées à la commune
- Paul-Antoine Léonard de Villefeix (1728-1780) - premier prêtre catholique en Nouvelle-Zélande.

## Pour approfondir